# 위치추적기

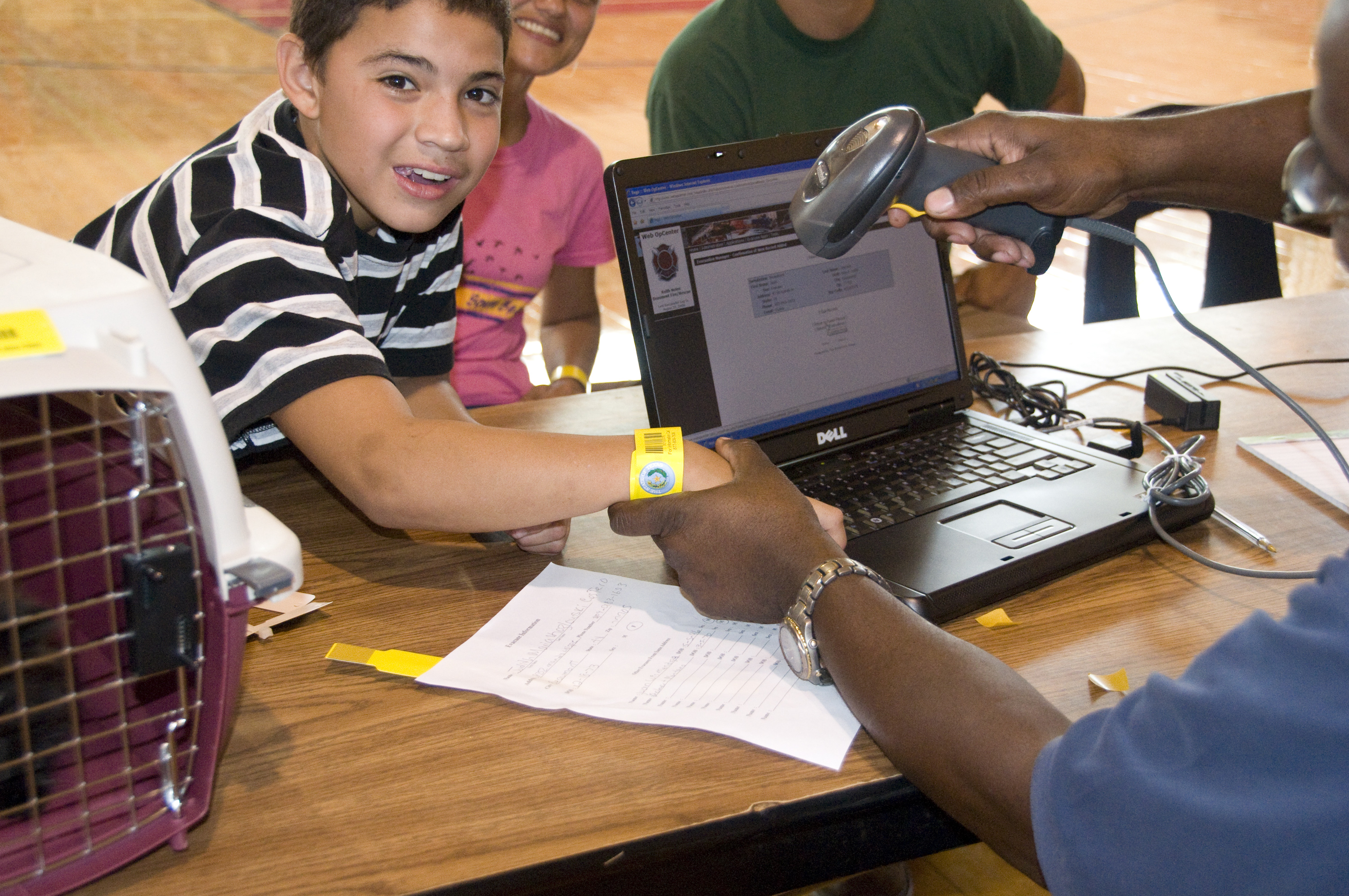
2008년 8월 31일

위치추적기는 목표로 하는 대상의 위치와 이동흔적을 알기 위해 사용하는 장치이다.
이 위치추적기는 아이들에게 많이 쓰인다. 왜냐하면 아이들에게 위험한 일이 발생했을 때 위치를 곧바로 알 수 있기 때문이다.

## 같이 보기
- 데이터 로거
- 위치 기반 서비스
- 대중감시
- 위치 측정 및 동시 지도화